# Volcano, Hawaii
Volcano är en stad i Hawaii County, Hawaii, USA med cirka 2 231 invånare (2000).  Den har enligt United States Census Bureau en area på totalt 146,8 km², allt är land. 